# (4953) 1990 MU
A (4953) 1990 MU egy földközeli kisbolygó. Robert H. McNaught fedezte fel 1990. június 23-án.